# Fouad el-Kaam
Fouad el-Kaam (arabisch فؤاد الكعام, DMG Fuʾād al-Kaʿām; * 27. Mai 1988 in Khouribga) ist ein ehemaliger marokkanischer Leichtathlet, der sich auf den Mittelstreckenlauf spezialisiert hat. 2016 wurde er in Durban Afrikameister im 1500-Meter-Lauf.

## Sportliche Laufbahn
Erste internationale Erfahrungen sammelte Fouad el-Kaam im Jahr 2005, als er bei den Jugendweltmeisterschaften in Marrakesch in 3:52,85 min den siebten Platz im 1500-Meter-Lauf belegte. Im Jahr darauf belegte er bei den Juniorenweltmeisterschaften in Peking in 3:42,59 min den sechsten Platz über 1500 Meter und 2009 gewann er bei den Spielen der Frankophonie in Beirut in 3:51,85 min die Silbermedaille hinter seinem Landsmann Amine Laâlou und belegte in 1:48,43 min den vierten Platz im 800-Meter-Lauf. Anschließend gelangte er bei den Arabischen Meisterschaften in Damaskus mit 3:43,49 min auf den fünften Platz über 1500 Meter. 2011 wurde er wegen eines positiven Dopingtests auf Methylhexanamin mit einer sechsmonatigen Wettkampfsperre belegt. Im Jahr darauf belegte er bei den Afrikameisterschaften in Porto-Novo in 3:39,90 min den siebten Platz über 1500 Meter und 2013 wurde er bei den Mittelmeerspielen in Mersin in 3:37,67 min Fünfter. Anschließend gewann er bei den Spielen der Frankophonie in Nizza in 3:57,91 min die Bronzemedaille hinter Ayanleh Souleiman aus Dschibuti und dem Polen Krzysztof Żebrowski. Daraufhin gewann er auch bei den Islamic Solidarity Games in Palembang in 3:41,20 min die Bronzemedaille und musste sich dort dem Türken İlham Tanui Özbilen sowie seinem Landsmann Mohamed Moustaoui geschlagen geben. Im Jahr darauf belegte er bei den Afrikameisterschaften in Marrakesch in 3:44,99 min den achten Platz und 2015 siegte er in 3:46,54 min bei den Arabischen Meisterschaften in Manama. Im August schied er bei den Weltmeisterschaften in Peking mit 3:40,12 min in der Vorrunde aus, ehe er bei den Militärweltspielen in Mungyeong in 3:44,79 min die Goldmedaille gewann. Im Jahr darauf siegte er in 3:39,49 min bei den Afrikameisterschaften in Durban und schied anschließend bei den Olympischen Sommerspielen in Rio de Janeiro mit 3:40,93 min im Halbfinale aus.
2017 siegte er in 3:37,81 min bei den Islamic Solidarity Games in Baku sowie in 3:46,42 min bei den Spielen der Frankophonie in Abidjan. Daraufhin erreichte er bei den Weltmeisterschaften in London das Finale und platzierte sich dort mit 3:37,72 min auf dem zehnten Platz. Im Jahr darauf gewann er bei den Mittelmeerspielen in Tarragona in 3:37,78 min die Bronzemedaille hinter seinem Landsmann Brahim Kaazouzi und Abdessalem Ayouni aus Tunesien. 2019 gewann er bei den Arabischen Meisterschaften in Kairo in 1:51,37 min die Bronzemedaille über 800 Meter hinter den Tunesiern Riadh Chninni und Abdessalem Ayouni und 2022 beendete er seine aktive sportliche Karriere im Alter von 34 Jahren.
2018 wurde el-Kaam marokkanischer Meister im 800-Meter-Lauf.

## Persönliche Bestleistungen
- 800 Meter: 1:47,20 min, 16. Juli 2014 in Lüttich
  - 800 Meter (Halle): 1:49,78 min, 29. Januar 2011 in Luxemburg
- 1500 Meter: 3:33,71 min, 6. Juli 2013 in Oordegem
  - 1500 Meter (Halle): 3:37,3 min, 6. Februar 2014 in Stockholm
- Meile: 3:54,21 min, 31. Mai 2014 in Eugene